# Бєляєв Євген Ігорович
Євге́н І́горович Бєля́єв — молодший сержант Збройних сил України, учасник російсько-української війни. Член громадської організації «Спілка ветеранів АТО в Ананьївському районі».
Станом на травень 2014 року молодший сержант Бєляєв — командир танка, в мирний час частина базується у Одесі.

## Нагороди
31 жовтня 2014 року за особисту мужність і героїзм, виявлені у захисті державного суверенітету та територіальної цілісності України, вірність військовій присязі під час російсько-української війни, відзначений — нагороджений орденом «За мужність» III ступеня.
Указом Президента України № 336/2016 від 19 серпня 2016 року нагороджений ювілейною медаллю «25 років незалежності України».